# Туманность Вуаль
Туманность Вуаль, также туманность Петля или туманность Рыбачья Сеть — диффузная туманность в созвездии Лебедя, огромный и относительно тусклый остаток сверхновой. Звезда взорвалась примерно 5000—8000 лет назад, и за это время туманность покрыла на небе область в 3 градуса. Расстояние до неё оценивается в 2400 световых лет. Эта туманность была открыта 5 сентября 1784 года Уильямом Гершелем.
Туманность настолько велика, что её части считаются отдельными туманностями и имеют собственные названия.

## Составные части
- NGC 6960 — западная дуга включающая звезду 52 Cyg — туманность «Ведьмина метла»
- NGC 6979 — треугольная туманность на северо-западе петли — «треугольник Пикеринга»
- NGC 6992 — северная часть восточной дуги — "Щука"
- NGC 6995 — южная часть восточной дуги (вместе с NGC 6992 образует туманность «Сеть»)
- NGC 6974 и NGC 6979 — пара фрагментов туманности в северной части Петли (между треугольником и восточной дугой)